# Leszko III
Leszek III, również w formie Leszko lub Lestek – legendarny władca Polski, po raz pierwszy wymieniony w Kronice Wincentego Kadłubka. Syn Leszka II.

## Legenda
Kronika Wincentego Kadłubka opisuje, że był synem Leszka II i po jego śmierci został królem. Odniósł trzy zwycięstwa nad wojskami Juliusza Cezara, uczestniczył także w zwycięskiej wojnie z Markiem Licyniuszem Krassusem w Partii. Według kroniki, po pokonaniu Krassusa, władca nakazał wlać mu roztopione złoto do ust, mówiąc: Złotaś pragnął, złoto pij. Leszek III panować miał nad Getami, Partami oraz krajami leżącymi dalej.
Kronika wielkopolska pochodząca z końca XIII wieku także umieszcza życie władcy w I wieku p.n.e. Leszek III stoczył trzy zwycięskie bitwy z Juliuszem Cezarem, zadając rzymskiemu wodzowi wielką klęskę. Następnie to Cezar miał oddać Leszkowi za żonę swoją siostrę Julię oraz ziemię bawarską w posagu. Julia miała założyć dwa miasta, Julius (identyfikowany jako Lubusz) oraz Julin (identyfikowany jako Wolin). Urodziła także syna, któremu Cezar nadał imię Pompiliusz. Zgodnie z dalszą relacją, po powrocie do Rzymu wobec nacisków Senatu, Cezar odwołał nadanie Bawarii Lechitom, a w odwecie Leszek III oddalił swoją żonę Julię, zatrzymując przy sobie ich syna Pompiliusza. W późniejszym okresie, Leszek spłodzić miał aż dwudziestu synów z wieloma żonami i nałożnicami, każdemu natomiast nadał jakąś ziemię. Kronika wielkopolska wymienia imiona wszystkich synów Leszka, byli to kolejno: Bolesław, Kazimierz, Władysław, Wrocisław, Oddo, Barnim, Przybysław, Bogdan, Przemysław, Taxa, Siemian, Sobiesław, Ziemomysł, Spicygniew, Spicymir, Zbigniew, Sobiesław, Wissymierz, Czesmier i Wisław. Pierworodnego Pompiliusza zaś przełożył nad niemi Królem i koronować nakazał. Kronika stwierdza, że Leszek III dożył bardzo późnej starości i zmarł za panowania cesarza Nerona.
Świadomi legendarnego opisu panowania Leszka III, późniejsi kronikarze podchodzili z rezerwą do jego postaci. Jan Długosz pominął historię o Cezarze, pisząc, że Leszko sprawował nad krajem dobre rządy i udzielał pomocy Węgrom w wojnach "z Grekami i Italczykami". Marcin Bielski datował natomiast jego panowanie na czasy Karola Wielkiego.